# Montañas Spantik-Sosbun
Las montañas Spantik-Sosbun son una cadena montañosa de la cordillera del Karakórum en la región autónoma de Gilgit-Baltistán en Pakistán. 
Pertenecen al llamado 'Pequeño Karakórum' y están ubicadas al otro lado de grandes glaciares al sur de la cadena principal del Karakórum. El pico más alto es el Spantik, de 7027 m y el otro pico homónimo del grupo montañoso es el Sosbun Brakk con 6413 m.
Las montañas Spantik-Sosbun forman una cadena montañosa estrecha, de unos 120 km de largo, que se extiende aproximadamente de este a oeste. En el norte, la cordillera está delimitada por los importantes glaciares Hispar y Biafo, a través de los que se encuentran las elevaciones de Hispar Muztagh y Panmah Muztagh, respectivamente. En el suroeste, el glaciar Barpu y el más largo glaciar Chogo Lungma separan la cordillera de las montañas Rakaposhi-Haramosh. El paso conocido como Polan La (5840 m) separa el Barpu del Chogo Lungma y une las dos cordilleras. En el sureste, el río Braldu separa la cordillera de las algo más bajas montañas Mango Gusor, estribaciones occidentales de las montañas Masherbrum.